# Stephen Crainey
Stephen Daniel Crainey (ur. 22 czerwca 1981 w Glasgow) – szkocki piłkarz występujący na pozycji obrońcy oraz trener.

## Kariera
Crainey pochodzi z Glasgow. Swoją zawodową karierę piłkarską rozpoczął w roku 1997 w tamtejszym Celtiku. Zadebiutował w nim dopiero 11 marca 2000 w wygranym 4:1 ligowym meczu z St Johnstone. Pierwszą bramkę zdobył natomiast 1 listopada w spotkaniu Pucharu Szkocji z Heart of Midlothian, wygranym przez jego drużynę 5:2. W drużynie The Bhoys występował do roku 2004 po czym 6 lutego podpisał kontrakt z Southampton. W ekipie Świętych swój debiut zaliczył 10 lutego, kiedy to zagrał w ligowym spotkaniu z Arsenalem Londyn. Crainey wystąpił jeszcze w czterech ligowych meczach. Następnie, 6 sierpnia został wypożyczony do Leeds United. Wypożyczenie trwało tylko przez trzy dni, po czym Leeds wykupił go od Southampton za kwotę 200 tysięcy funtów. W Leeds zadebiutował 14 sierpnia w zremisowanym 0:0 meczu w Wolverhampton Wanderers. W drużynie The Peacocks grał do roku 2007. 10 lipca przeszedł do Blackpool. W tym klubie zadebiutował 11 sierpnia w wygranym 1:0 ligowym meczu z Leicester City. Pierwszego gola zdobył natomiast 18 września w spotkaniu z Sheffield United.
W latach 2001–2002 Crainey zaliczył siedem występów w reprezentacji Szkocji U-21. W dorosłej kadrze zadebiutował w roku 2002. Występował w niej przez dwa lata. W tym czasie zaliczył sześć występów.